# Banka Intesa Sanpaolo
Banka Intesa Sanpaolo d.d. je nekdanja Banka Koper, ki se je preimenovala leta 2016. Sedež ima v Kopru. Od leta 2002 je njena lastnica italijanska banka SanPaolo IMI, ki je leta 2007 z združitvijo z Banco Intesa postala Intesa Sanpaolo.

## Zgodovina
1955 – Istrska komunalna banka (ustanovitev)
1978 – LB Splošna banka Koper se vključi v nov bančni sistem Ljubljanske banke
1989 – Preoblikuje se v delniško družbo in ustanovi lastno podjetje Finor
1994 – Splošna banka Koper se popolnoma osamosvoji. Banka Slovenije ji podeli neomejeno dovoljenje za opravljanje vseh vrst bančnih poslov doma in v tujini.
1998 – Pripojitev M banke
2000 – Začne delovati dvočlanska uprava in začne se prenova notranje organizacije. Delnice banke vstopijo v borzno kotacijo Ljubljanske borze.